# Satillieu
Satillieu [satiljø], en occitan Satilhau, est une commune française, chef-lieu de canton jusqu'en 2014, située dans le département de l'Ardèche en région Auvergne-Rhône-Alpes, à 14 kilomètres au sud d'Annonay.

## Géographie

### Situation et description

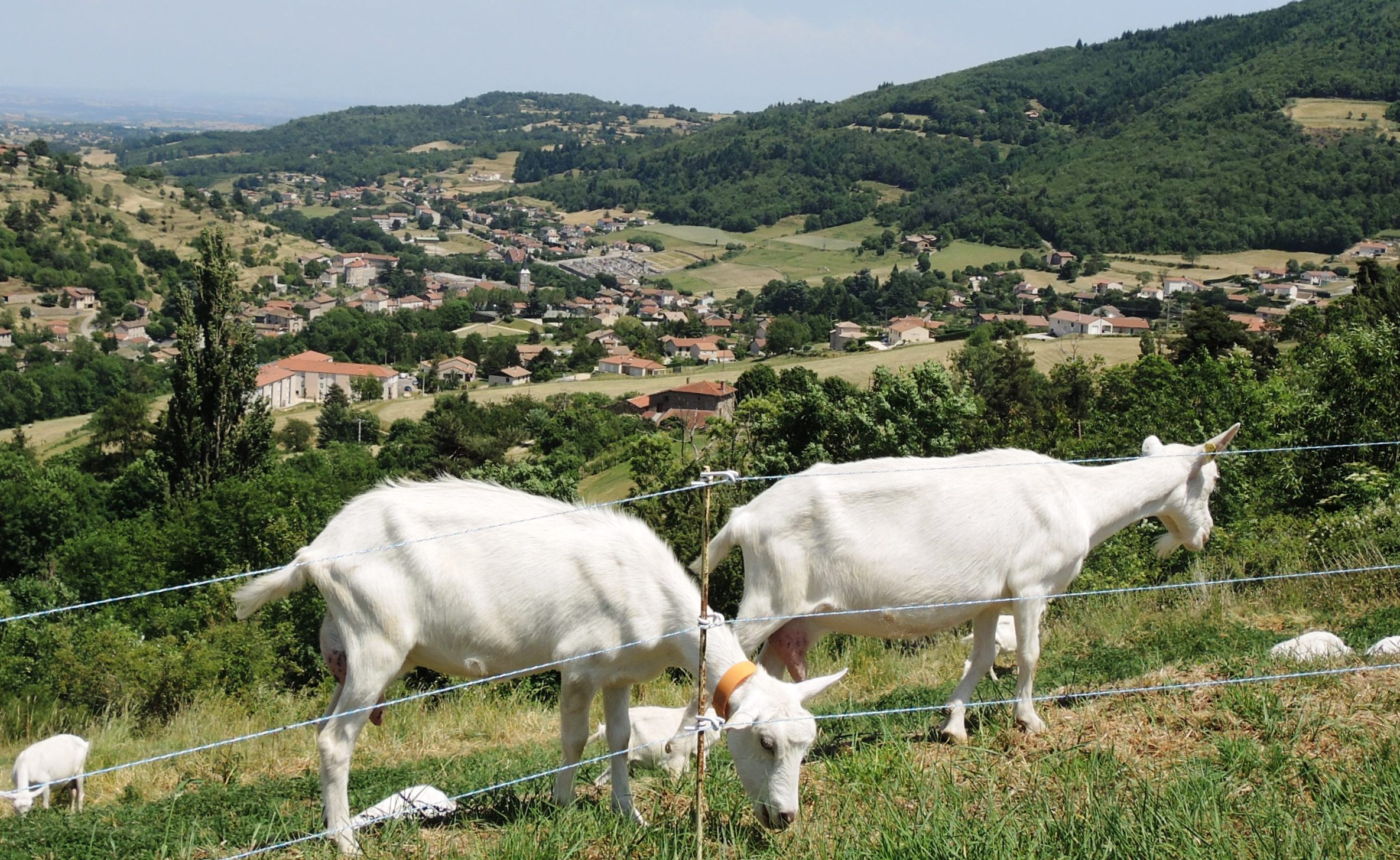
Un ancien chef-lieu de canton en campagne.

La commune étend ses 32 km2 globalement autour de la vallée du Malpertuis, qui descend du col du Faux. Elle remonte jusqu'aux abords de Lalouvesc et jusqu'à 1 225 m au mont Chaix, mais aussi, au nord, jusqu'à la Croix de Boiray et au Suc de Vent.
La population a longtemps dépassé les 2 000 habitants. Au XXe siècle, jusque dans les années 1960, elle s'est maintenue malgré l'exode rural grâce à ses industries textiles. Elle a chuté ensuite à 1 600 habitants, mais semble arriver à s'y maintenir.

### Communes limitrophes
Satillieu est limitrophe de neuf communes, toutes situées dans le département de l'Ardèche et réparties géographiquement de la manière suivante :

### Climat
Pour des articles plus généraux, voir Climat d'Auvergne-Rhône-Alpes et Climat de l'Ardèche.
En 2010, le climat de la commune est de type climat des marges montargnardes, selon une étude du CNRS s'appuyant sur une série de données couvrant la période 1971-2000. En 2020, Météo-France publie une typologie des climats de la France métropolitaine dans laquelle la commune est exposée à un climat de montagne ou de marges de montagne et est dans la région climatique  Sud-est du Massif Central, caractérisée par une pluviométrie annuelle de 1 000 à 1 500 mm, minimale en été, maximale en automne. 
Pour la période 1971-2000, la température annuelle moyenne est de 10,6 °C, avec une amplitude thermique annuelle de 16,9 °C. Le cumul annuel moyen de précipitations est de 944 mm, avec 8,7 jours de précipitations en janvier et 6 jours en juillet. Pour la période 1991-2020, la température moyenne annuelle observée sur la station météorologique de Météo-France la plus proche, « Préaux Sa », sur la commune de Préaux à 4 km à vol d'oiseau, est de 12,0 °C et le cumul annuel moyen de précipitations est de 869,8 mm,. Pour l'avenir, les paramètres climatiques de la commune estimés pour 2050 selon différents scénarios d'émission de gaz à effet de serre sont consultables sur un site dédié publié par Météo-France en novembre 2022.

### Hydrographie
Le village s'est installé dans la vallée, à la confluence du Malpertuis avec le Nant. Les deux ruisseaux réunis forment alors la rivière d'Ay, un affluent direct du Rhône.

## Urbanisme

### Typologie
Au 1er janvier 2024, Satillieu est catégorisée commune rurale à habitat dispersé, selon la nouvelle grille communale de densité à 7 niveaux définie par l'Insee en 2022.
Elle est située hors unité urbaine. Par ailleurs la commune fait partie de l'aire d'attraction d'Annonay, dont elle est une commune de la couronne,. Cette aire, qui regroupe 37 communes, est catégorisée dans les aires de 50 000 à moins de 200 000 habitants,.

### Occupation des sols
L'occupation des sols de la commune, telle qu'elle ressort de la base de données européenne d’occupation biophysique des sols Corine Land Cover (CLC), est marquée par l'importance des forêts et milieux semi-naturels (66,5 % en 2018), une proportion sensiblement équivalente à celle de 1990 (66,2 %). La répartition détaillée en 2018 est la suivante : 
forêts (66,2 %), zones agricoles hétérogènes (18,2 %), prairies (11,3 %), zones urbanisées (4 %), milieux à végétation arbustive et/ou herbacée (0,3 %).
L'évolution de l’occupation des sols de la commune et de ses infrastructures peut être observée sur les différentes représentations cartographiques du territoire : la carte de Cassini (XVIIIe siècle), la carte d'état-major (1820-1866) et les cartes ou photos aériennes de l'IGN pour la période actuelle (1950 à aujourd'hui).

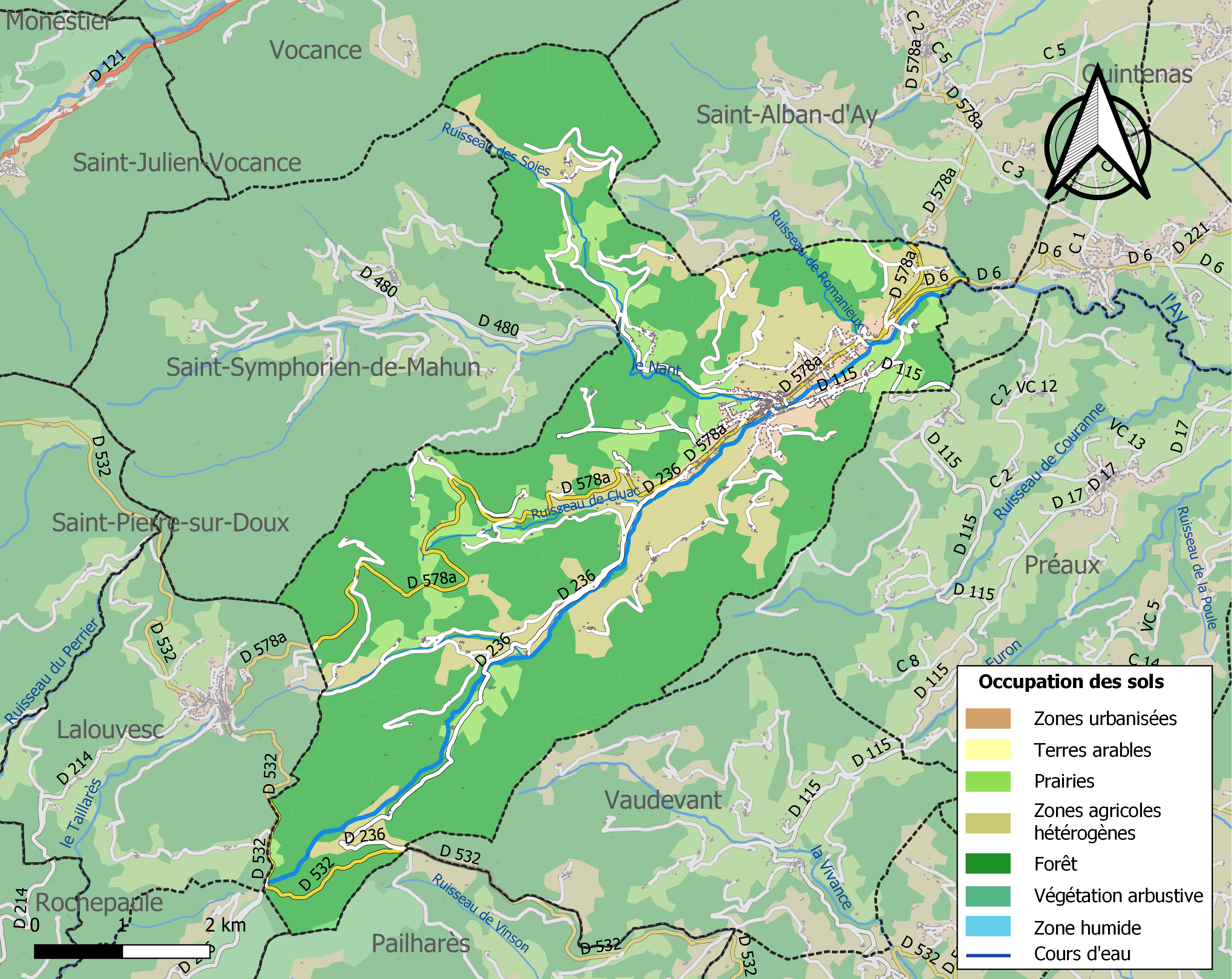
Carte des infrastructures et de l'occupation des sols de la commune en 2018 (CLC).

## Histoire

### Préhistoire et Antiquité
Aux temps préhistoriques, Satillieu a dû connaître, comme tout le Nord Ardèche, la présence de tribus magdaléniennes ; puis, à partir de 1000 av. J.-C., l'arrivée du peuple ligure, et un peu plus tard celle des Celtes.
La période romaine n'a pas laissé apparemment de traces archéologiques. Mais elle pourrait avoir donné son nom au village, en tant que « domaine de Satillius ». Satillieu se trouvait au carrefour de deux voies d'importance régionale : de Serrières vers Lalouvesc, Saint-Agrève et Le Puy ; de Tournon vers Mahun, Saint-Bonnet et Yssingeaux. Un fort de surveillance a pu être installé sur la butte du village et regrouper une première agglomération.

### Moyen Âge
Le christianisme s'est installé dans la région à partir du Ve siècle. Une église, dépendante de l'abbaye de Saint-Claude dans le Jura, est attestée à « Satilliacum » dans une charte de 776. Un peu plus tard, un bref du Xe siècle l'attribue à l'abbaye Saint-Barnard de Saint-Pierre de Romans. Elle est alors dédiée à saint Prix (appelé aussi saint Priest), martyr de Clermont-Ferrand décédé en 676. À partir du XIe siècle, Satillieu dépend de l'archiprêtré de Quintenas et du diocèse de Vienne. 

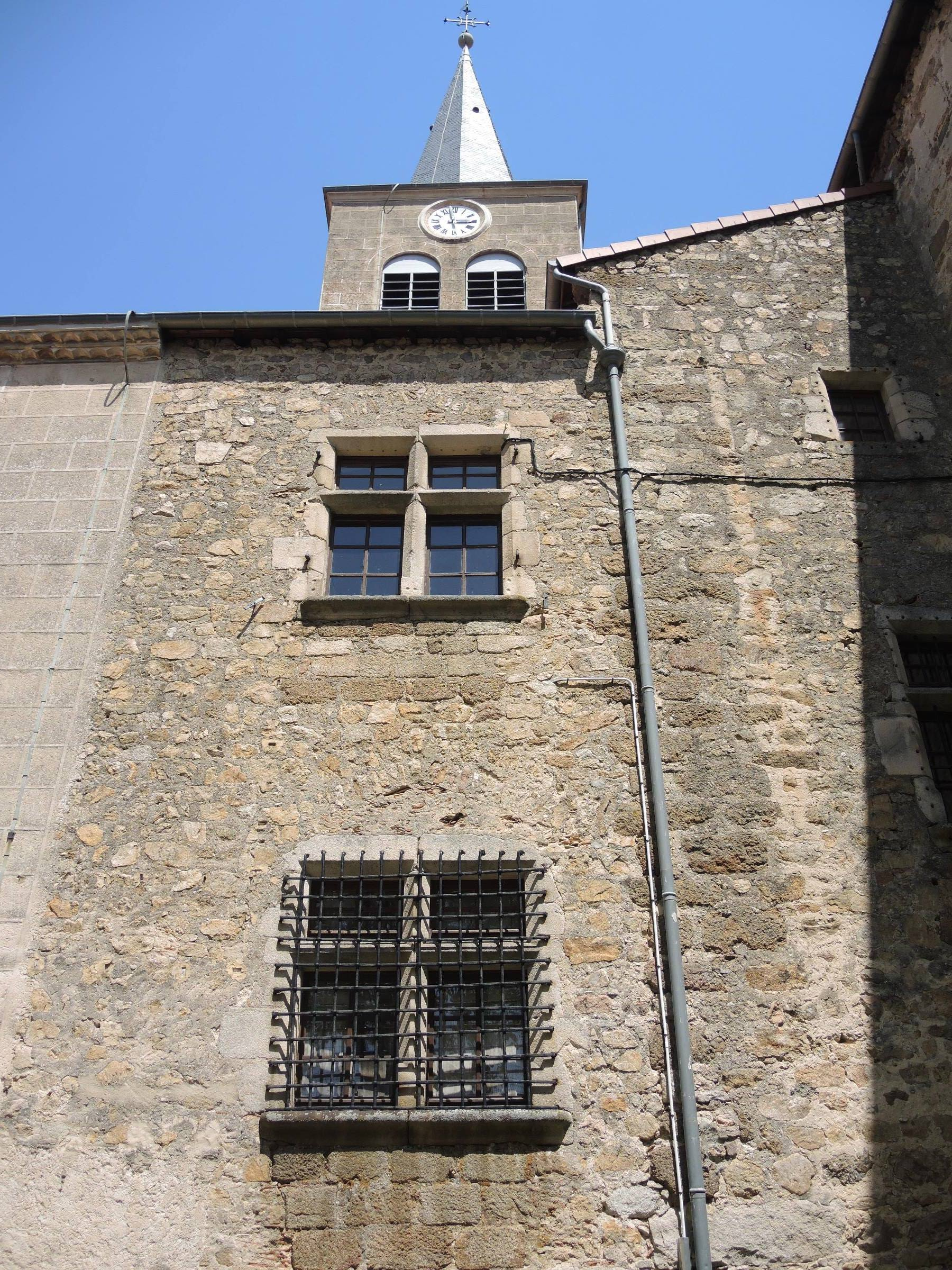
Un château hérité de la féodalité.

Sous le régime féodal, Satillieu a été, à partir de 1023, sous la suzeraineté de l'archevêque de Vienne. À partir de 1244, l'administration en a été transmise à la puissante famille des Pagan, seigneurs de Mahun et d'Argental. Ils ont pris possession du fort de Satillieu, mais l'Église conservait le pouvoir sur ses prêtres et les biens paroissiaux. Par succession, le contrôle de la région est passé en 1362 à la famille des Retourtour, en 1382 à la famille des Tournon, en 1644 aux Lévis-Ventadour et en 1691 aux Du Faure, marquis de Satillieu.
La population semble avoir connu pendant longtemps une certaine tranquillité. Par contre, au XVe siècle, elle a eu à subir les pillages des « Routiers », qui ont détruit le château de Mahun vers 1420. La peste a frappé la région notamment en 1522-1523 et en 1586. Pendant les Guerres de Religion, Satillieu, restée catholique, a connu peu de troubles, si ce n'est une prise momentanée de son château par les protestants en 1568.

### Le développement du village

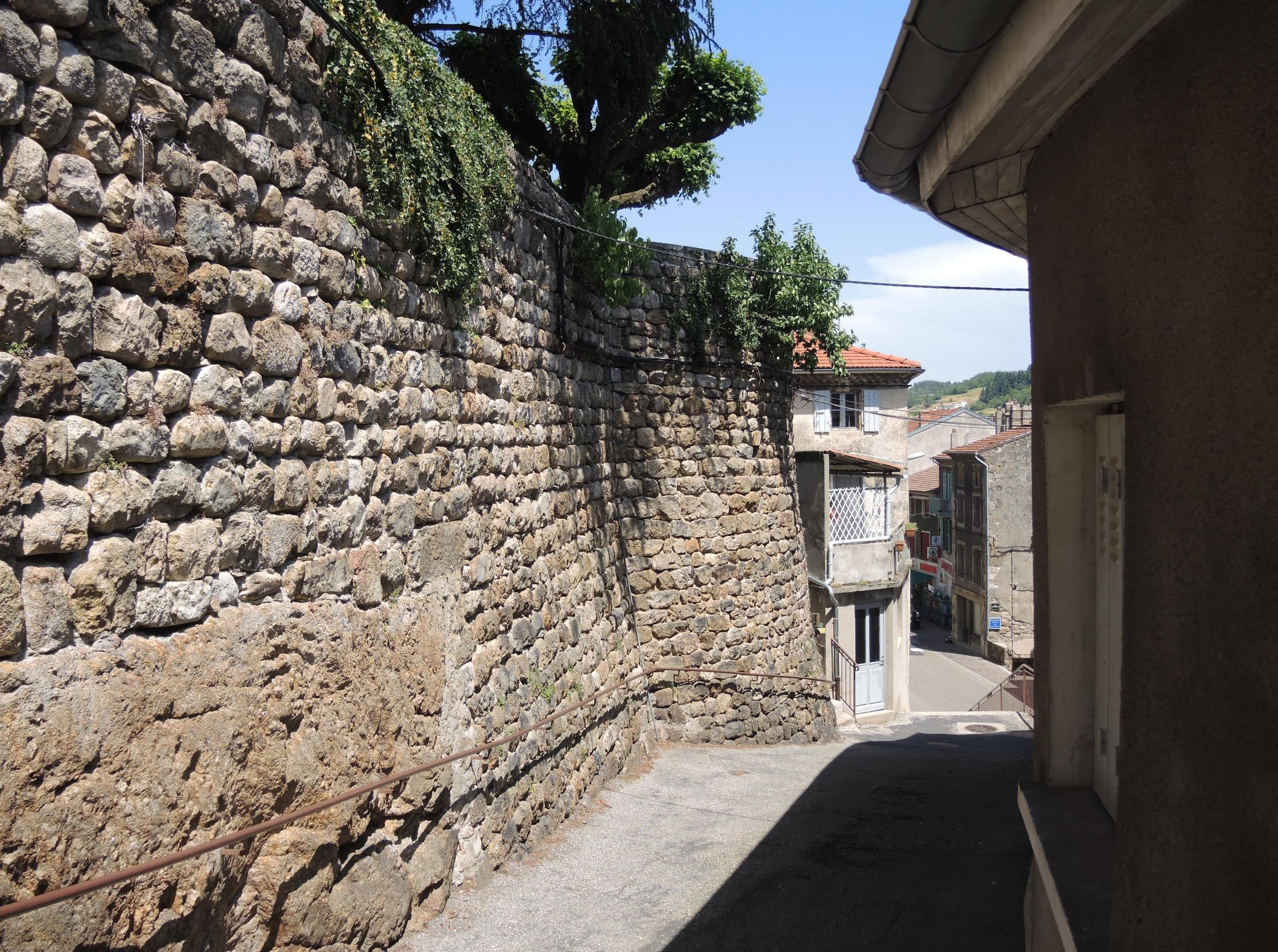
Le village s'est d'abord installé sous l'enceinte défensive.

L'habitat le plus ancien s'est construit sur la pente exposée au sud. Au fil des siècles, le fort de Satillieu est passé progressivement de maison forte à château résidentiel pour la famille de Tournon et enfin pour les marquis de Satillieu. Deux salles au décor particulier sont maintenant classées. En 1848, les bâtiments ont été rachetés par la commune qui en a fait un nouveau presbytère. C'est maintenant la mairie qui y est installée. Elle jouxte la grande église construite en 1854 sur l'emplacement d'une ancienne aile du château. En face, l'ancienne église est toujours présente, et est utilisée comme salle paroissiale. En dessous de l'enceinte, les maisons du vieux village souffrent d'une certaine désaffection et beaucoup mériteraient de sérieuses réhabilitations.   

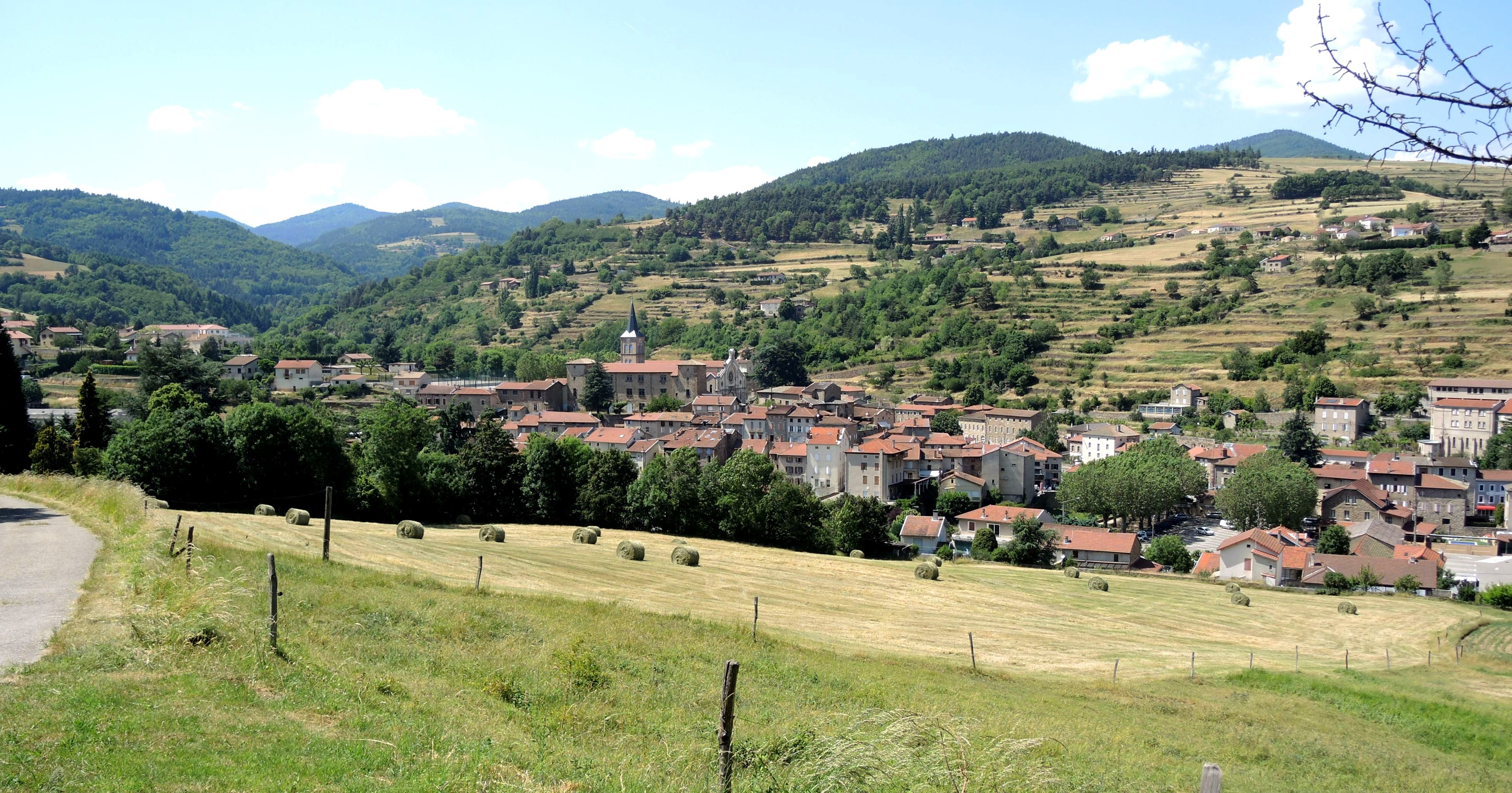
L'agglomération s'est ensuite étirée en longueur.

Le bas du village s'est développé peu à peu autour de la route principale et a fini par y développer ses services et ses espaces centraux : places, salle des fêtes, poste, collège, bureau du tourisme… C'est là aussi que se sont établies les usines de soieries, à partir de 1850.  

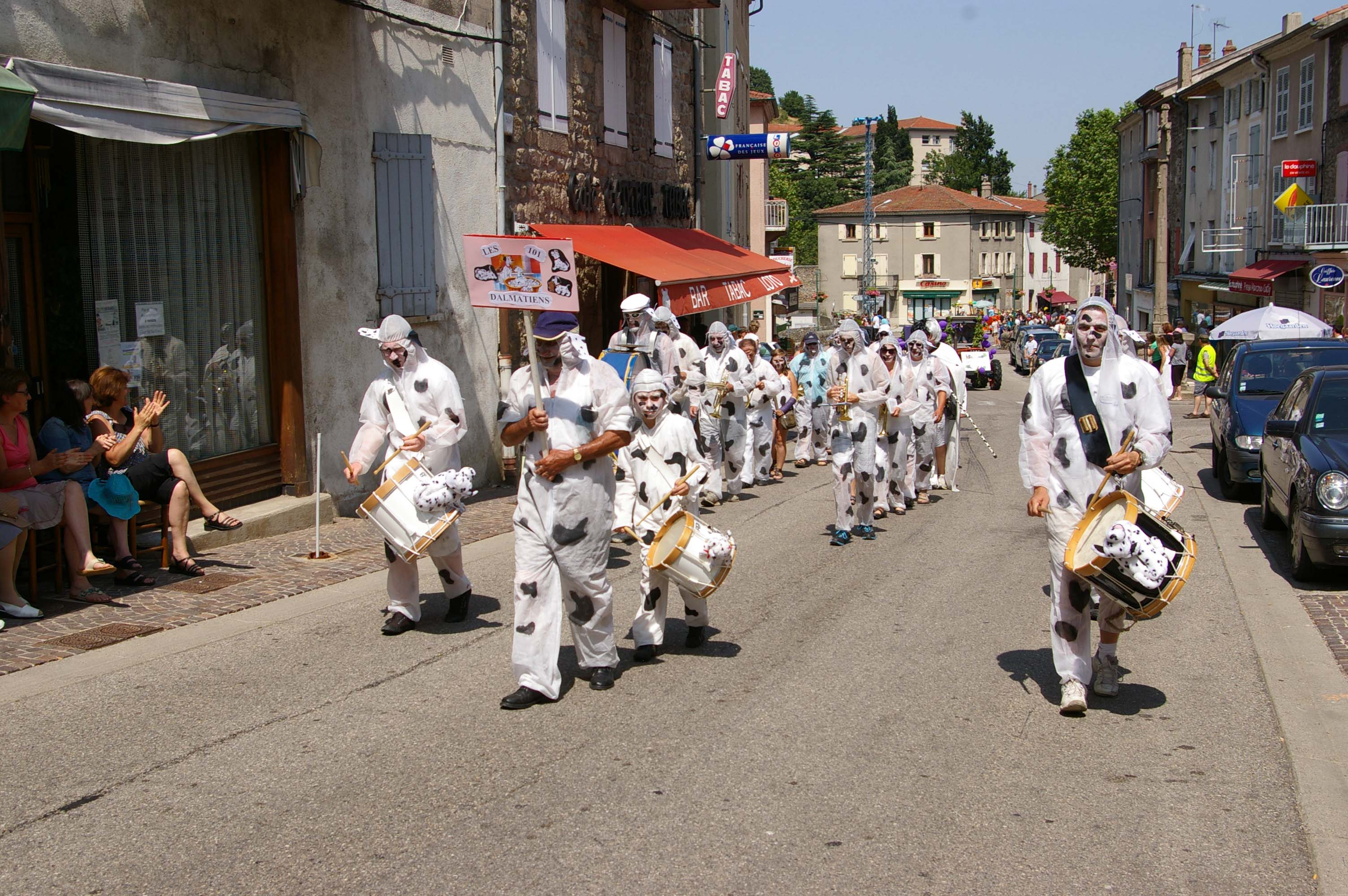
Une vie collective toujours animée.

Malgré la fermeture des usines, en 1992, le village conserve encore de l'animation avec une vingtaine de commerces, des services assez complets, le marché du mardi matin et les fêtes en plein air. Des maisons individuelles plus récentes se sont installées sur les extérieurs ou en situation plus élevée.
Aujourd'hui, le maintien de la population est encourageant. La vie collective retrouve même un regain d'animation grâce à  des associations nombreuses et actives. L'hébergement est une activité non négligeable, avec deux hôtels, le camping, la maison de retraite et divers gîtes ruraux. L'agriculture, qui reste importante avec une dizaine d'agriculteurs, maintient à l'environnement son charme campagnard.

## Politique et administration

### Liste des maires
| Période                                  | Période      | Identité          | Étiquette    | Qualité                                                                  |
| ---------------------------------------- | ------------ | ----------------- | ------------ | ------------------------------------------------------------------------ |
| Les données manquantes sont à compléter. |              |                   |              |                                                                          |
|                                          | 26 mars 1977 | André Broutechoux |              | Journaliste Président du SIVM du canton de Satillieu (1975-1983)         |
| 26 mars 1977                             | 25 mai 2020  | Pierre Giraud     | DVG puis DVD | Directeur OPHLM d'Annonay Conseiller général (1982-2015)                 |
| 25 mai 2020                              | En cours     | Marie Vercasson   | DVG          | Animatrice numérique Présidente de la Communauté de communes du Val d'Ay |

## Population et société

### Démographie
L'évolution du nombre d'habitants est connue à travers les recensements de la population effectués dans la commune depuis 1793. Pour les communes de moins de 10 000 habitants, une enquête de recensement portant sur toute la population est réalisée tous les cinq ans, les populations de référence des années intermédiaires étant quant à elles estimées par interpolation ou extrapolation. Pour la commune, le premier recensement exhaustif entrant dans le cadre du nouveau dispositif a été réalisé en 2004.

En 2022, la commune comptait 1 502 habitants, en évolution de −4,21 % par rapport à 2016 (Ardèche : +2,48 %, France hors Mayotte : +2,11 %).
| 1793  | 1800  | 1806  | 1821  | 1831  | 1836  | 1841  | 1846  | 1851  |
| ----- | ----- | ----- | ----- | ----- | ----- | ----- | ----- | ----- |
| 1 700 | 2 024 | 2 036 | 1 952 | 1 870 | 1 950 | 1 992 | 1 996 | 2 049 |

| 1856  | 1861  | 1866  | 1872  | 1876  | 1881  | 1886  | 1891  | 1896  |
| ----- | ----- | ----- | ----- | ----- | ----- | ----- | ----- | ----- |
| 1 952 | 2 358 | 2 310 | 2 207 | 2 220 | 2 511 | 2 422 | 2 297 | 2 154 |

| 1901  | 1906  | 1911  | 1921  | 1926  | 1931  | 1936  | 1946  | 1954  |
| ----- | ----- | ----- | ----- | ----- | ----- | ----- | ----- | ----- |
| 2 208 | 2 233 | 2 165 | 2 017 | 2 020 | 2 117 | 2 177 | 2 129 | 2 192 |

| 1962  | 1968  | 1975  | 1982  | 1990  | 1999  | 2004  | 2006  | 2009  |
| ----- | ----- | ----- | ----- | ----- | ----- | ----- | ----- | ----- |
| 2 071 | 1 998 | 1 972 | 1 854 | 1 818 | 1 592 | 1 596 | 1 603 | 1 616 |

| 2014  | 2019  | 2022  | - | - | - | - | - | - |
| ----- | ----- | ----- | - | - | - | - | - | - |
| 1 595 | 1 503 | 1 502 | - | - | - | - | - | - |

La population a longtemps dépassé les 2 000 habitants. Au XXe siècle, jusque dans les années 1960, elle s'est maintenue malgré l'exode rural grâce à ses industries textiles. Elle a chuté ensuite à 1 600 habitants, mais semble arriver à s'y maintenir.

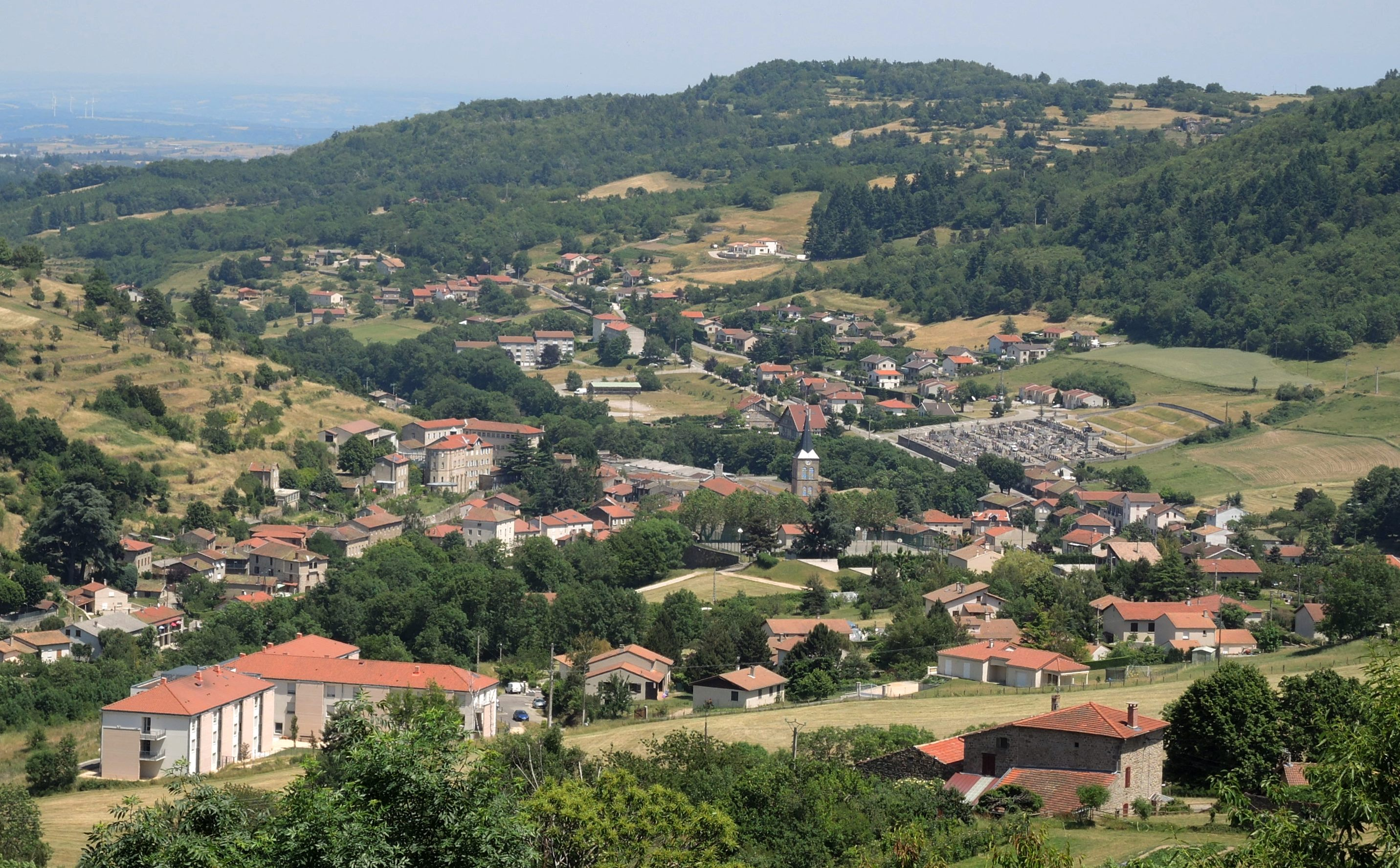
Au confluent du Nant et du Malpertuis qui forment la rivière d'Ay.

### Enseignement
La commune est rattachée à l'académie de Grenoble.

### Médias
Deux organes de presse écrite de niveau régional sont distribués dans la commune :
- L'Hebdo de l'Ardèche

Il s'agit d'un journal hebdomadaire français basé à Valence et diffusé à Privas depuis 1999. Il couvre l'actualité pour tout le département de l'Ardèche.
- Le Dauphiné libéré

Il s'agit d'un journal quotidien de la presse écrite française régionale distribué dans la plupart des départements de l'ancienne région Rhône-Alpes, notamment l'Ardèche. La commune est située dans la zone d'édition du Nord-Ardèche (Annonay - Le Cheylard).

### Cultes
La communauté catholique et l'église paroissiale de Satilieu (propriété de la commune) sont rattachées à la paroisse Saint François Régis (Ay et Daronne), elle-même rattachée au diocèse de Viviers.

## Économie

### Le passé industriel

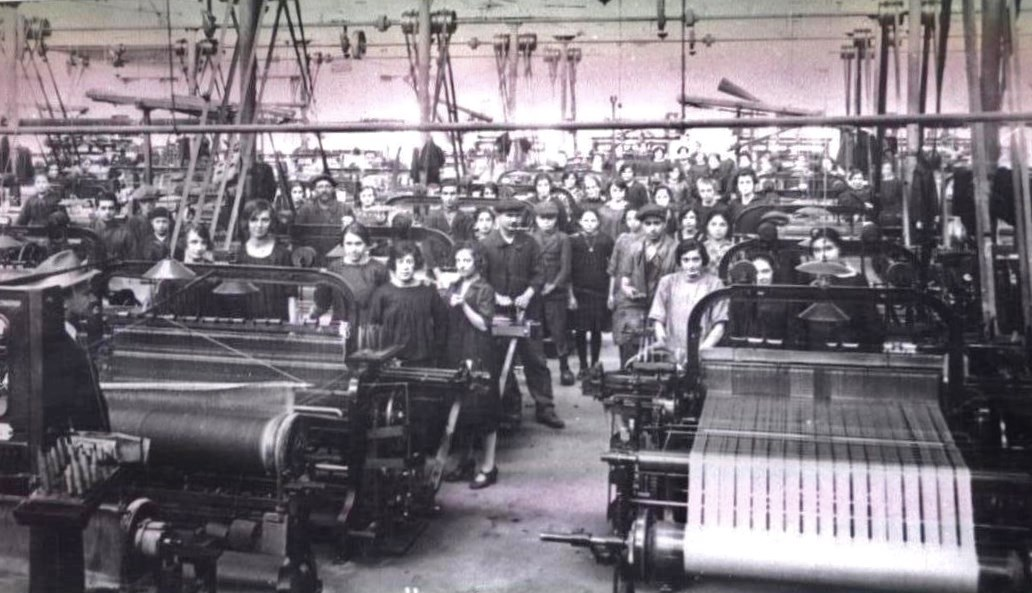
À l'usine des Gauds.

Dans les années 1850, l'usine des Gauds a été construite par la famille Rocher pour abriter un atelier de tissage. Une annexe y a été rajoutée après 1875 sous l'impulsion de son nouveau dirigeant Ferdinand Glaizal. En 1900, 150 métiers y fonctionnaient et en 1921, Émile Glaizal fondait la société Tissages de Soieries Réunies. L'usine de la Bergère, construite en 1926, a abrité près de 300 métiers à tisser et occupait 400 personnes en 1938. Puis d'autres usines ont été rachetées ou construites ailleurs. Mais la prospérité n'a pas été éternelle, et en 1980, TSR n'employait plus que 250 personnes à Satillieu. En 1992, les 60 derniers employés de la Bergère ont été repris par la société Chamatex. La seule industrie subsistante à Satillieu est l'atelier de NCA (Nouvelle Connectique Ardéchoise) avec 15 employés. L'usine inutilisée de la Bergère, qui s'étend sur 1,5 ha, est appelée à subir des transformations : la partie la plus proche du village en zone commerciale, la partie centrale démolie, la partie Est aménagée en ateliers relais.

### Commerces et services
Satillieu propose une remarquable densité de commerces et services pour un village de cette taille :
- commerces : épiceries, boulangeries/pâtisseries, boucheries, charcuteries, tabac, presse, salons de coiffure, bars, restaurants, hôtels, banques, assurance, auto-école ;
- médical : médecins, kinésithérapeute, dentiste, centre de soins, maison de retraite, pharmacie ;
- éducation : deux écoles primaires et un collège[21] ;
- divers : bureau de poste, perception, centre multimédia, bureau du tourisme.

### Le tourisme et l'hébergement

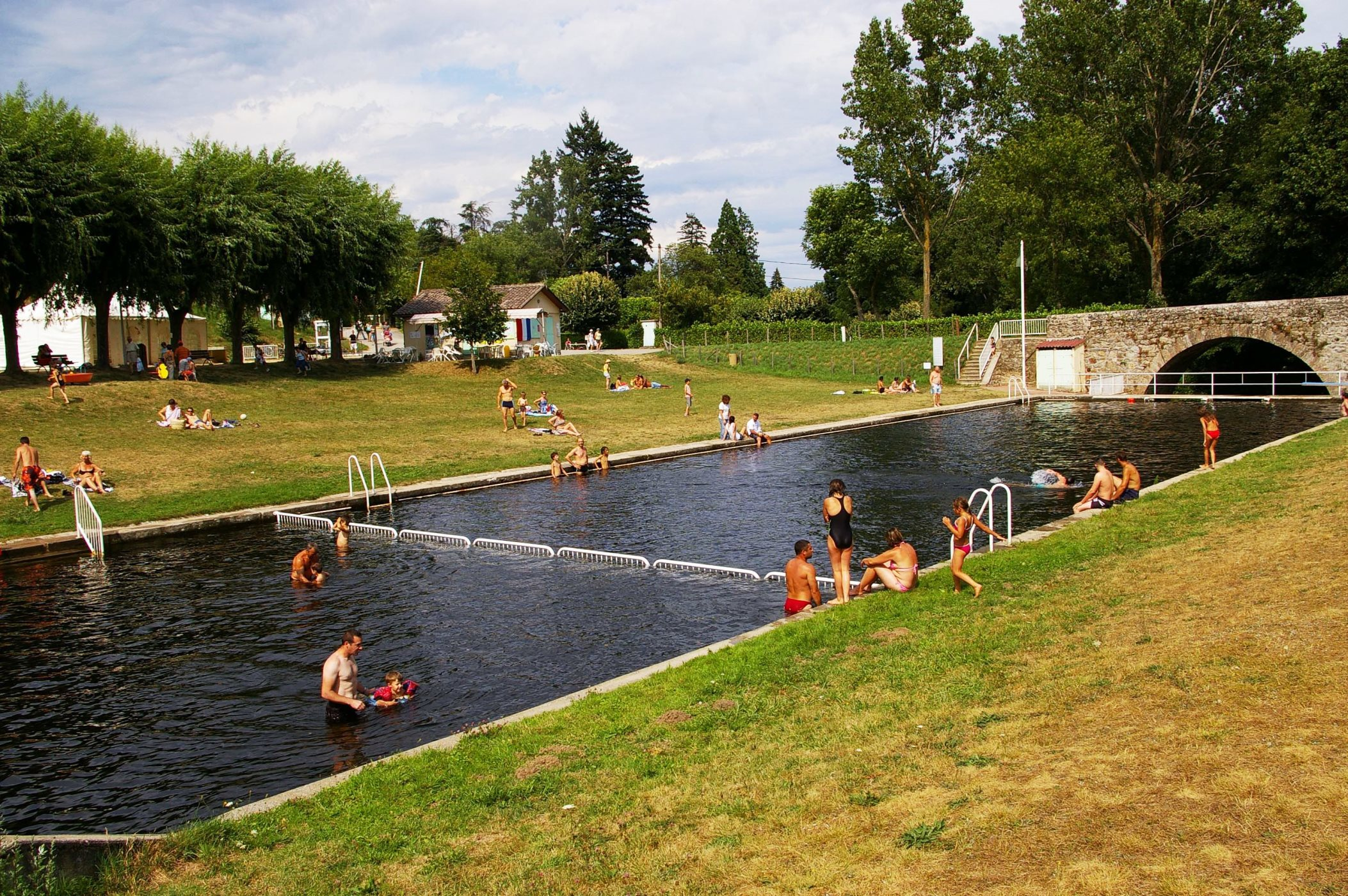
Le plan d'eau du Grangeon (cette image n'est plus actuelle).

La végétation reste en effet très présente sur la commune avec encore beaucoup de prés qui précèdent les reliefs plus boisés. Au quartier du Grangeon, la commune a aménagé un camping. Des animations y ont lieu en été tous les mardis soir. À la sortie vers Lalouvesc, l'hôtel Best Western La Gentilhommière offre cinquante chambres, dix-huit studios et des salles de réunion en standing trois étoiles. Au village, l'hôtel Chaléat-Sapet offre treize chambres, également en trois étoiles. Et on peut trouver aussi plusieurs gîtes ou chambres d'hôtes. La ferme équestre d'Arthieux et La Maison des Poneys proposent des promenades et des randonnées.

## Culture locale et patrimoine

### Lieux et monuments

#### Le château

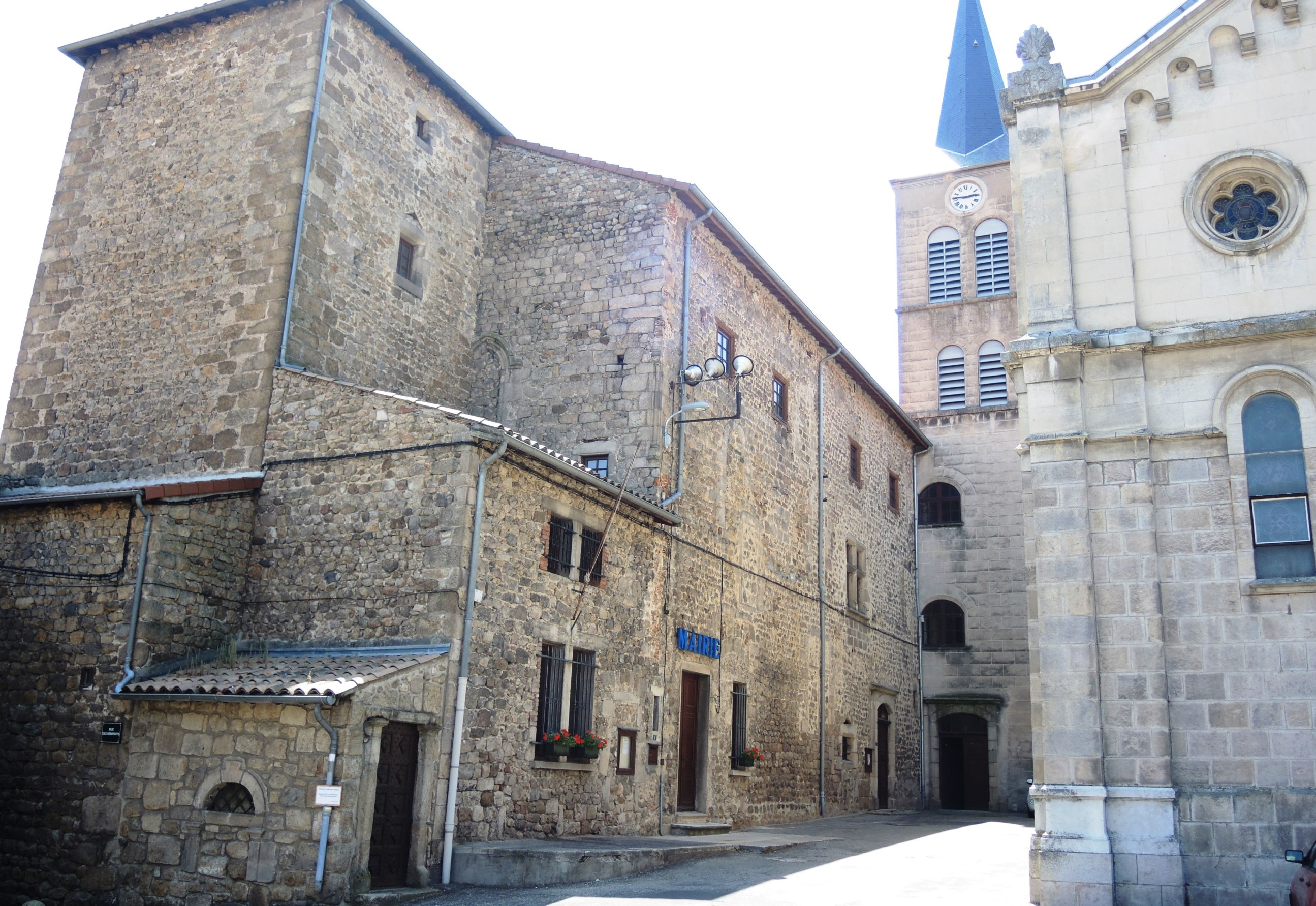
Un bâtiment bien conservé.

Le château de Satillieu est installé sur une plateforme qui domine le vieux village. Il est extérieurement bien conservé et sert actuellement de mairie. Cette ancienne maison forte a été aménagée au XVIe siècle en résidence d'été par les seigneurs de Tournon. Plus tard, le château a été embelli par les Du Faure, marquis de Satillieu. Il en a conservé certains de ses embellissements intérieurs, avec deux salles classées Monuments Historiques: la Chambre de la Marquise est tapissée de papiers peints du Premier Empire sur des sujets champêtres. Le Grand Salon qui sert de salle de mariages possède des tapisseries du XVIIIe sur Don Quichotte qui ont été restaurées en 1968.
En 1848, le dernier propriétaire privé du château a vendu les bâtiments et leur parc à la commune qui en a fait le presbytère. C'est maintenant la mairie qui y est installée.

#### Les églises
L'église actuelle, qui trône elle aussi sur la butte, a été construite de 1851 à 1854 sur l'emplacement d'une aile du château. Elle est placée sous le vocable de Saint-Priest. Mais l'église précédente est toujours debout en face. On en sait seulement qu'elle était déjà là au XVe siècle, avec son style roman influencé par l'ogival. Elle servait alors de collégiale, avec de nombreux prêtres et clercs en exercice ou en formation. Son clocher a été détruit en 1855 et ses pierres ont servi à la construction du nouveau clocher, entre le château et la nouvelle église. L'ancienne église a alors servi d'hospice. Elle sert aujourd'hui de salle paroissiale.
L'église de 1854 a bénéficié d'importants embellissements en 1893 : allongement de la nef d'une travée et demie avec construction d'une nouvelle façade, ajout d'arcs et de colonnettes, d'autels latéraux et de vitraux… Elle abrite actuellement la grande croix de peste à bubons et personnages datée de 1526 qui a été classée au titre des monuments historiques en 1954. C'est une copie qui se trouve à son emplacement d'origine: dans le village à l’intersection de la route de Saint-Félicien.
- Chapelle du couvent Saint-Joseph de Satillieu.
- Ancienne église de Satillieu.

#### Le village ancien
En contrebas du château, la partie la plus ancienne du village a conservé une allure médiévale. On y retrouve une partie des remparts qui soutiennent sa plateforme, une ancienne porte voûtée accolée à une tour typique, et des ruelles pittoresques.

Rues du village ancien
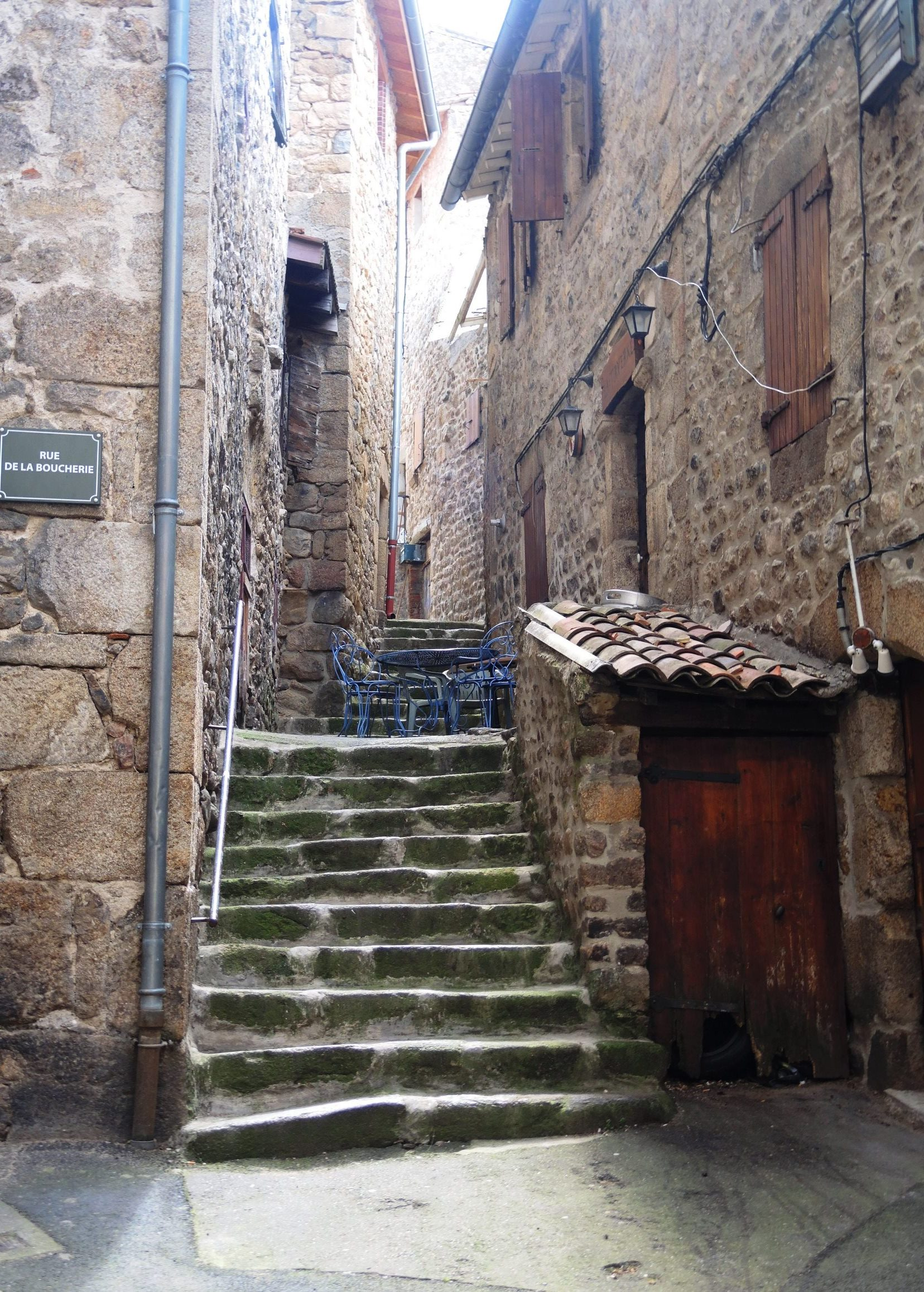
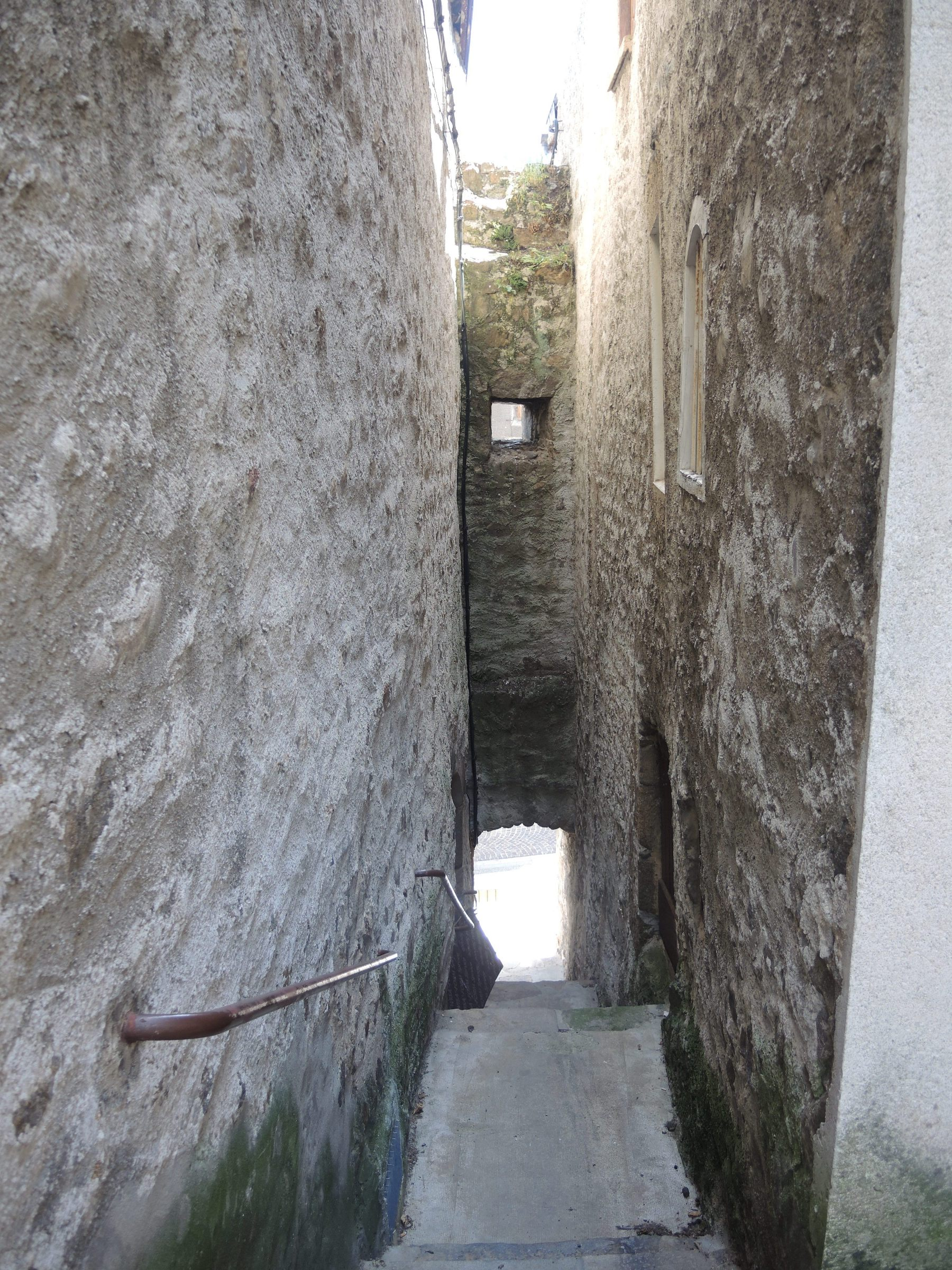
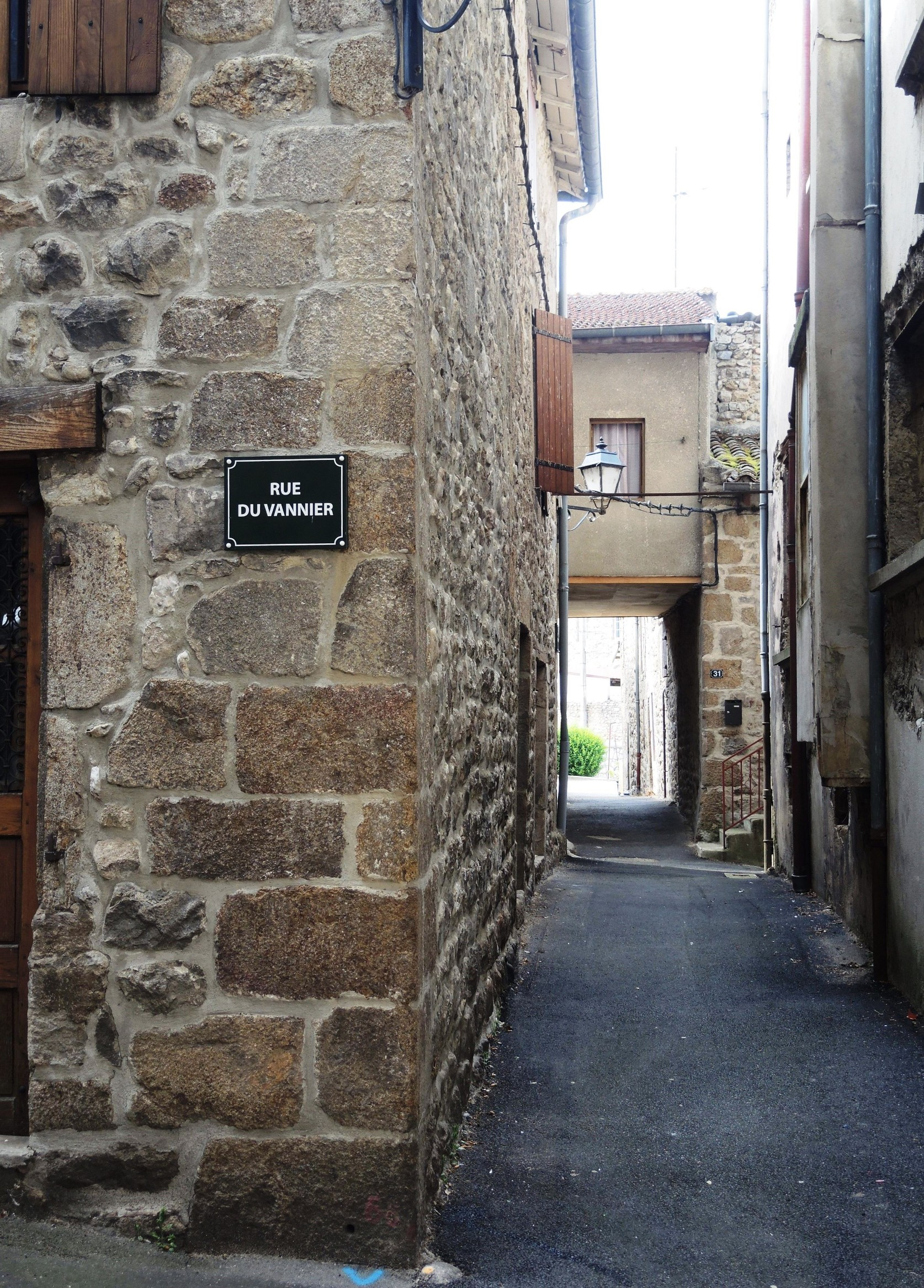
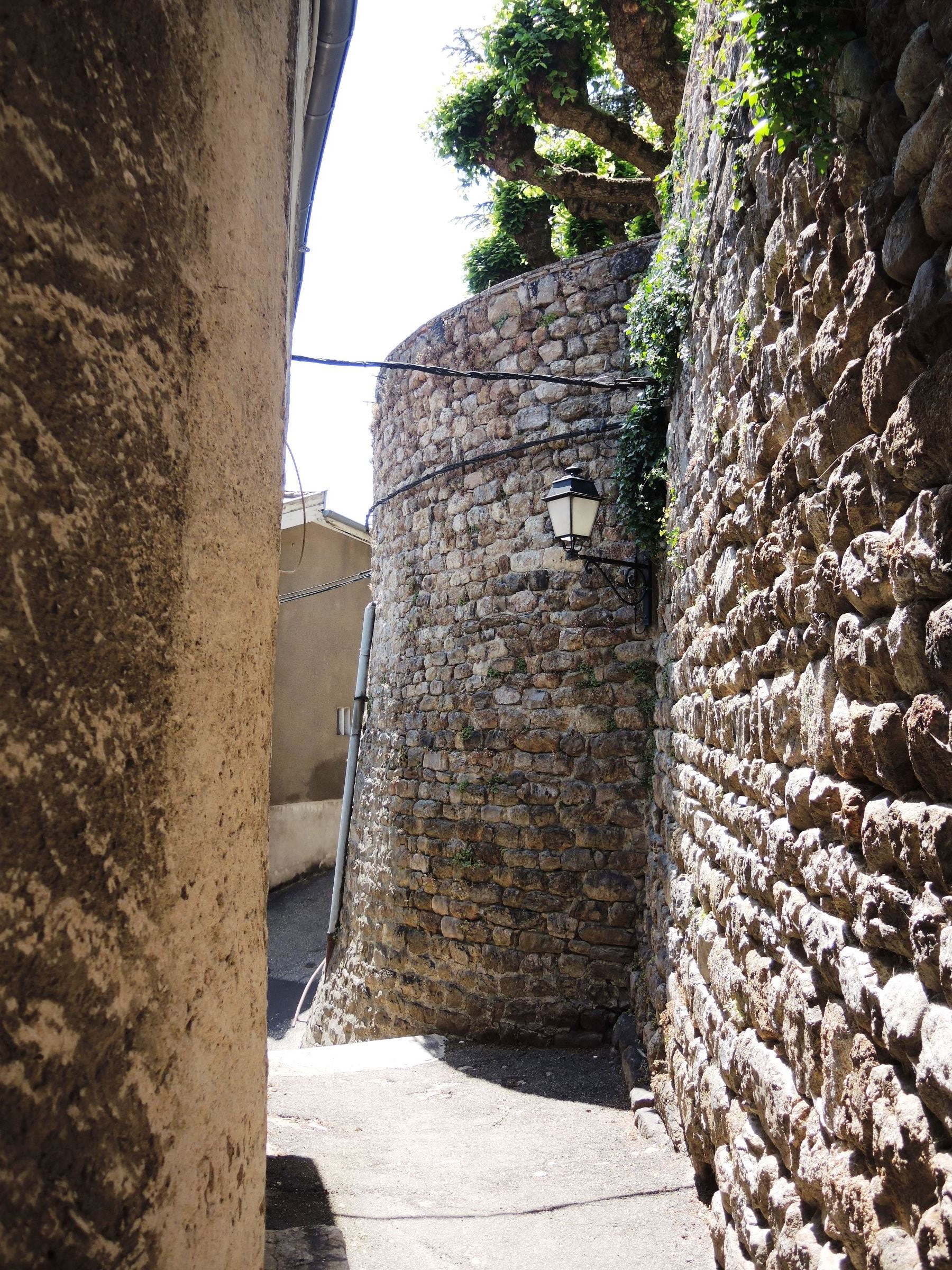
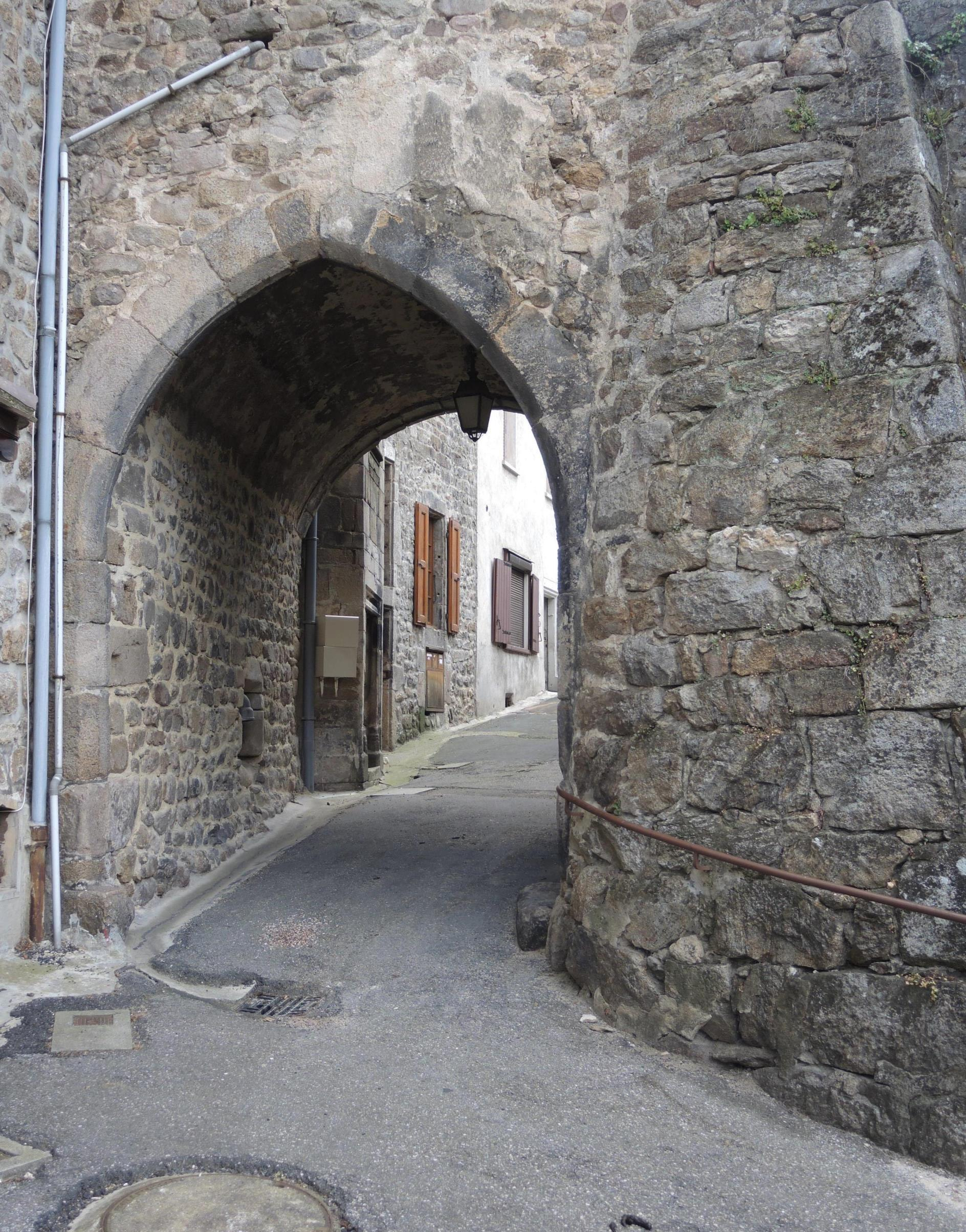

## Personnalités liées à la commune
- Charles-François-Antoine Dufaur de Saint-Silvestre de Satillieu (1752-1814), homme politique né et décédé à Satillieu, député de la noblesse aux états généraux de 1789.

### Héraldique
| Blason de Satillieu | Les armes de Satillieu se blasonnent ainsi : D'azur à la bande enfilant trois couronnes et accompagnée de deux fleurs de lys, le tout d'or. |

### Sources
- Abbé Hilaire, Monographie de Satillieu, 1938.
- Albin Mazon, Voyage autour d'Annonay, 1901.
- Guide de l'Union Touristique Ardèche Verte, 1991.
- Muriel et Serge Bonijoly, « Les transports à Satillieu : dans cahier consacré à La saga du car en Ardèche », Cahier de Mémoire d'Ardèche et Temps Présent, no 163,‎ 15 septembre 2024
- Office de tourisme du Val d'Ay.
- Archives municipales.
- Articles du Dauphiné libéré, et notamment reportages du 24 juillet 2013 d'Amandine Brioude et reportages du 18 août 2014 de François Bassaget.